# Pentium D
De Pentium D processor is, samen met zijn hoger geprijsde broertje de Extreme Edition de eerste serie dual-core processors van Intel, geïntroduceerd op het Intel Developer Forum in 2005. Hij bestaat uit twee Prescott processors die in één processor zijn gecombineerd.
Intel heeft in mei 2005 een aantal verschillende modellen van de Pentium D op de markt gebracht op basis van de "Smithfield"-core: de 805, 820, 830 en de 840, die draaien op de respectievelijke kloksnelheden van 2666, 2800, 3000 en 3200 megahertz. In december 2005 is een nieuwe serie Pentium D processoren uitgebracht met een vernieuwde "Presler"-core, namelijk de 920, 930, 940, 950 en de 960 die op kloksnelheden van 2800, 3000, 3200, 3400, 3600 megahertz draaien. Een aantal vernieuwingen in de "Presler"-core zijn een vergroot cachegeheugen (2 MB per core in plaats van 1 MB) en een hardwarematige virtualisatietechnologie.

## Voordelen
De Pentium D heeft een aantal voordelen ten opzichte van een gewone Pentium 4:
- Twee cores: De Pentium D heeft twee cores waarop dus twee threads tegelijk kunnen draaien.
- 64-bit: Door de 64-bit instructieset kan er meer dan 4 GB RAM gebruikt worden, en kunnen 64-bits programma's gedraaid worden (mits er een 64-bit besturingssysteem gebruikt wordt).
- XD-bit: Met XD-bit is bepaalde malware te stoppen die gebruikmaken van buffer overflows.
- Prijs: Door de introductie van de Core 2 Duo en concurrentie door AMD heeft Intel de prijzen van de Pentium D processoren drastisch verlaagd, waardoor deze een goedkoper alternatief vormt voor de duurdere, maar snellere Core 2 Duo processoren.

## Nadelen

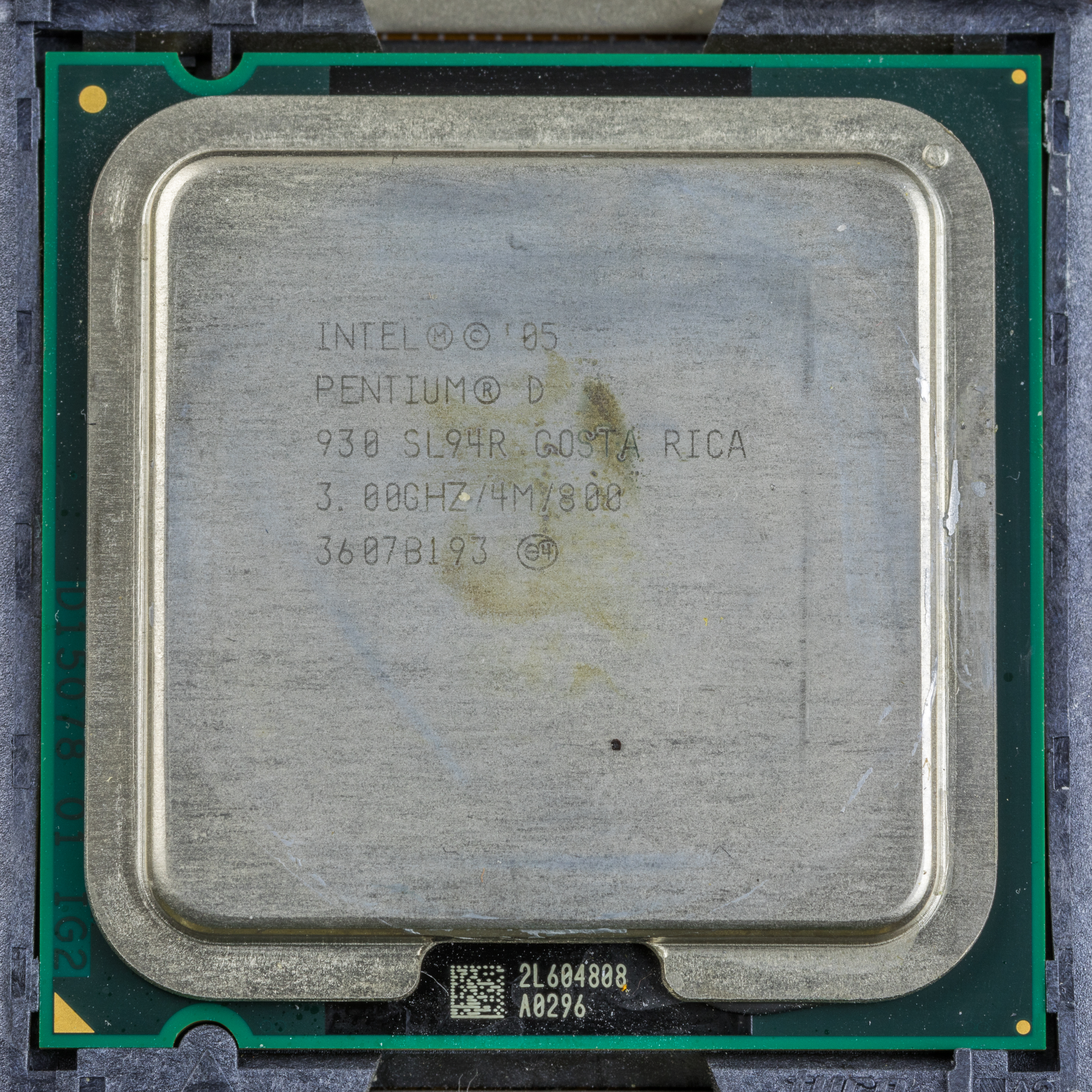
Intel Pentium D 930

- Intel Pentium D 930Applicaties: Omdat er op de datum van release (december 2005) minder programma's zijn geschreven en gecompileerd voor het gebruik met meerdere threads is er relatief weinig snelheidswinst. Toch is het mogelijk dat bijvoorbeeld spellen sneller draaien omdat de core die het spel afhandelt geen dingen als een virusscanner of andere taken hoeft uit te voeren, en dus zich kan concentreren op het spel. Wanneer een gebruiker echter veel dingen tegelijk doet zoals een video coderen tijdens het spelen van een spel is er wél snelheidswinst te merken.
- Stroomverbruik: de eerste versies van de Pentium D (de "Smithfield" en de eerste "Presler" versies) hebben een TDP van 130 watt, de later uitgebrachte versies van de "Presler"-core hebben een TDP van 95 watt.

## Platforms
Aangezien Intel bezig is met overstappen op platforms voor consumenten (het Centrino platform voor laptops bijvoorbeeld) zijn er ook voor de Pentium D-chipsets ontwikkeld, aangezien de dual-cores van Intel (in tegenstelling tot AMD) geen genoegen nemen met een BIOS-update maar een compleet nieuwe chipset nodig hebben.

## Digital rights management
Hoewel Intel dit zelf ontkent, wordt in een rapport van "Computerworld Today Australia" gemeld dat de Pentium D hardwarematige DRM-ondersteuning zou bieden. Dit is tot op heden niet bevestigd door Intel.

## End of life
De Pentium D werd niet verder ontwikkeld. De warmteontwikkeling en het energieverbruik van de Netburst-architectuur waar de Prescott op gebaseerd is, heeft Intel ertoe bewogen over te stappen op de uit de Pentium III afgeleide Core-architectuur. De Pentium D 965 (3,73 GHz) is de snelste processor uit de Pentium D-processorfamilie.